# MTV Music (Regno Unito e Irlanda)
MTV Music è un canale televisivo britannico-irlandese a pagamento disponibile nel Regno Unito ed in Irlanda.

## Storia
MTV Music ha cominciato le sue trasmissioni il 10 novembre 2007 su Sky e il 15 novembre 2009 sulla piattaforma UPC Ireland. A differenza degli altri canali del gruppo, MTV Music offre sottotitoli su programmi selezionati.
Inizialmente il canale si chiamava MTV R.
Il 1º marzo 2010 MTV R è stato rinominato in MTV Shows e il 1º febbraio 2011 in MTV Music.

## Loghi

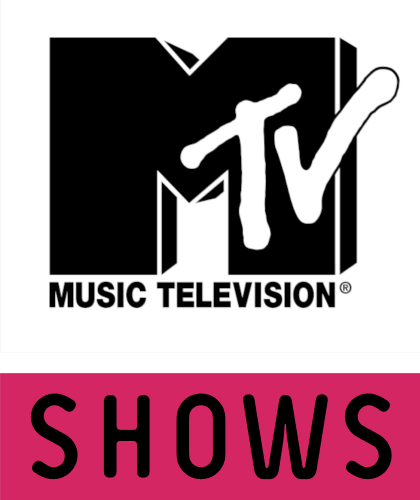
1º marzo 2010 - 1º febbraio 2011
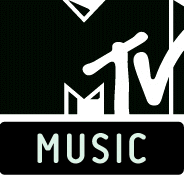
1º luglio 2011 - 1º ottobre 2013
1º ottobre 2013 - 5 aprile 2017
5 aprile 2017 - 14 settembre 2021
In uso dal 14 settembre 2021